# معادله اساسی حسابداری
معادله اساسی حسابداری یا معادله ترازنامه (به انگلیسی: basic accounting equation)  مبنای معادله حسابداری دوطرفه است، که به قرار ذیل بیان می‌شود:
{\displaystyle {\text{Assets}}={\text{Liabilities}}+{\text{Capital}}} 
دارایی = بدهی+سرمایه
هر بنگاهی اموال، منابع مالی و مطالباتی دارد که دارایی نامیده می‌شود. این دارایی‌ها از حقوق صاحبان سهام بنگاه و بستانکاران آن تأمین می‌شود. بنگاه در مقابل سهام‌داران و اشخاص دیگر تعهداتی دارد، که بدهی نامیده می‌شود و باید از محل دارایی‌های بنگاه پرداخت شود. مازاد دارایی بر بدهی یک بنگاه حق مالی سهامداران بنگاه بر دارایی‌های آن است، که سرمایه نامیده می‌شود.
این معادله نشان می‌دهد که در مقابل یک دلار، یک بنگاه حق مالی وجود دارد و این حق به بستانکاران یا سهام‌داران تعلق دارد.
به بیان ساده، این معادله مبین آن است که جمع کل دارایی‌ها، مساوی با جمع کل بدهی‌ها بعلاوهٔ ارزش خالص (مالکیت) است.